# Dione suffumata
Dione suffumata är en fjärilsart som beskrevs av Hayward 1931. Dione suffumata ingår i släktet Dione och familjen praktfjärilar. Inga underarter finns listade i Catalogue of Life.